# Сихотэ-Алинь
Сихотэ́-Али́нь — горная область на Дальнем Востоке России на территории Хабаровского и Приморского краёв. Является водоразделом рек бассейна Амура на западе и рек Японского моря и Татарского пролива на востоке. Горы простираются от южного Приморья (район г. Находки) до устья Амура на севере Хабаровского края (г. Николаевск-на-Амуре).
В горах Сихотэ-Алиня расположено несколько крупных природоохранных зон, в том числе заповедники Ботчинский, Лазовский и Сихотэ-Алинский, национальные парки: Анюйский, Бикин, «Зов тигра», «Земля леопарда», «Удэгейская легенда».

## Этимология
По одной из версий, Сихотэ-Алинь переводится с маньчжурского языка как «береговой хребет». По другой версии, название может быть переведено с нанайского как «еловые горы». Часть алинь встречается в других топонимах Дальнего Востока: Дуссе-Алинь, Ям-Алинь.

## Геологическое строение и рельеф
Длина — 1200 км, ширина — до 250 км, максимальная высота — 2090 м (гора Тордоки-Яни), также высоту более 2 км над уровнем моря имеет гора Ко (2003 м). Список десяти наиболее высоких вершин:
| №  | Гора        | Высота над уровнем моря (м) | Местоположение                             |
| -- | ----------- | --------------------------- | ------------------------------------------ |
| 1  | Тордоки-Яни | 2090                        | Хабаровский край, Нанайский район          |
| 2  | Ко          | 2003                        | Хабаровский край, район имени Лазо         |
| 3  | Яко         | 1955                        | Хабаровский край, Советско-Гаванский район |
| 4  | Аник        | 1933                        | Приморский край, Пожарский район           |
| 5  | Дурхэ       | 1903                        | Хабаровский край, район имени Лазо         |
| 6  | Облачная    | 1855                        | Приморский край, Чугуевский район          |
| 7  | Болотная    | 1814                        | Приморский край, Пожарский район           |
| 8  | Спутник     | 1805                        | Хабаровский край, район имени Лазо         |
| 9  | Острая      | 1788                        | Приморский край, Тернейский район          |
| 10 | Арсеньева   | 1757                        | Приморский край, Пожарский район           |

Представляет собой вулканическое поле области мезозойской складчатости Тихоокеанского пояса.
Как правило, высочайшие вершины Сихотэ-Алиня имеют резко очерченный контур и на обширных пространствах покрыты крупнокаменными россыпями. Формы рельефа напоминают сильно разрушенные цирки и кары горного оледенения — два ярко выраженных таких образования правильной круглой формы находятся 7 км южнее п. Иннокентьевский (диаметром 12,5 км) и 6 км западнее п. Ванино (диаметром 8 км).
Сложены песчано-сланцевыми отложениями с многочисленными прорывами интрузий, что обусловило наличие залежей золота, олова и полиметаллов. В тектонических впадинах в пределах Сихотэ-Алиня залежи каменного и бурого угля.

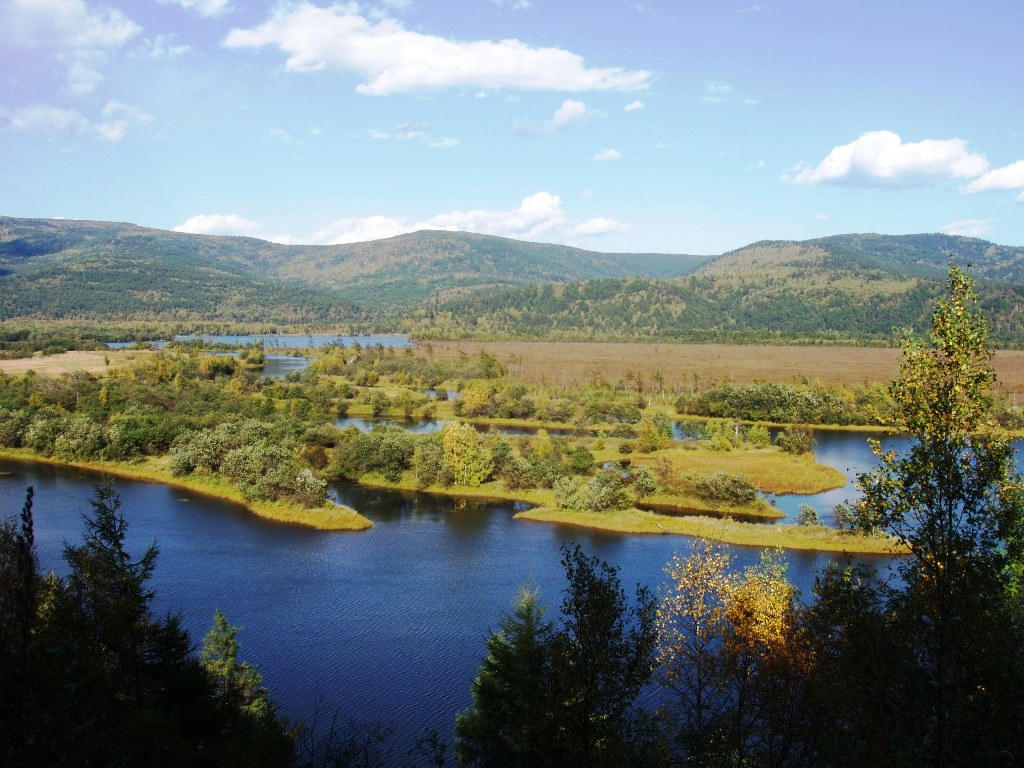
Река Тумнин — самая большая река на восточном склоне хребта Сихотэ-Алинь (364 км)

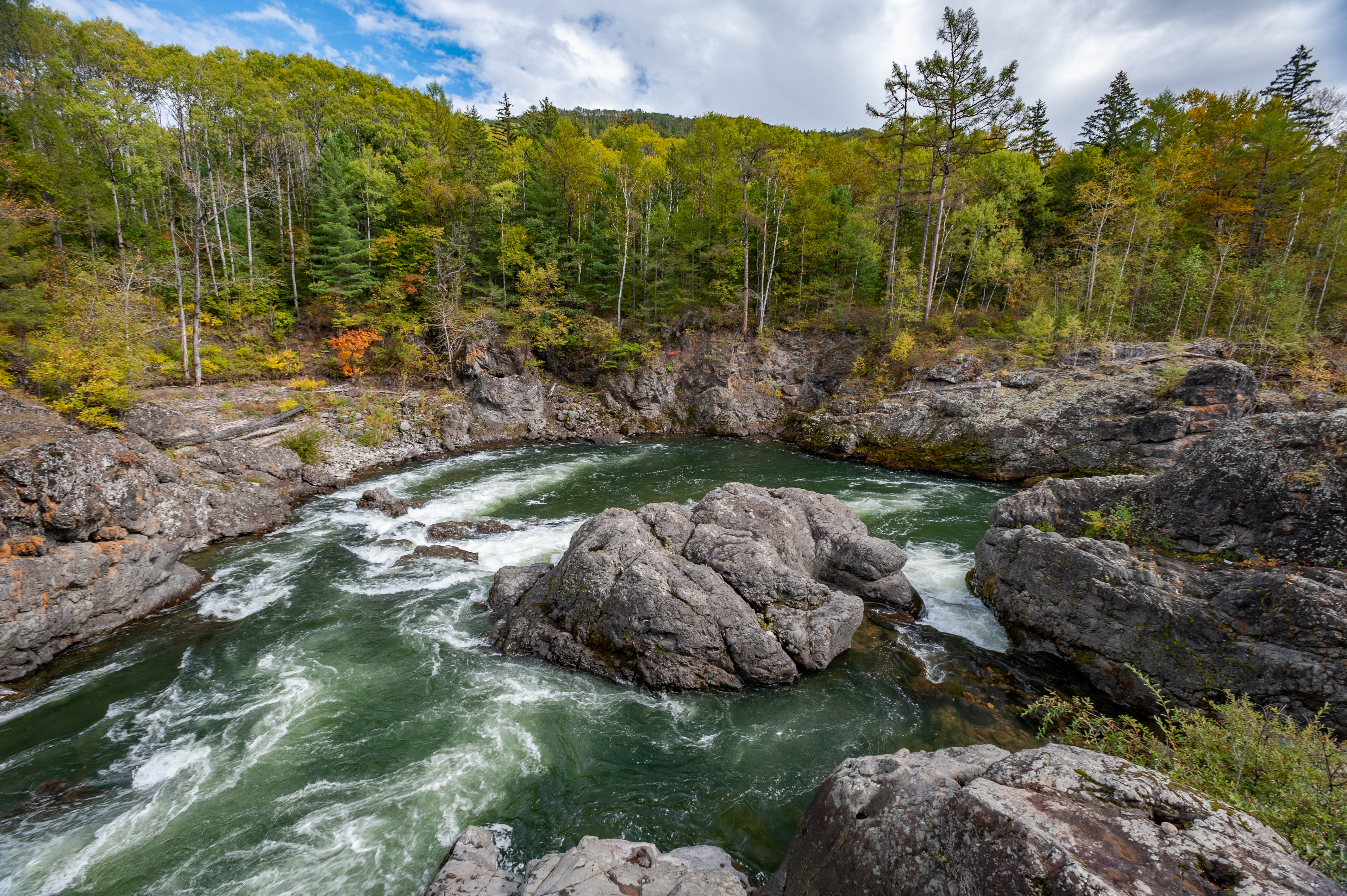
Река Кема на восточном склоне гор

В предгорьях обычны базальтовые плато. К примеру, достаточно большое Совгаванское нагорье вытянуто приблизительно на 70 километров к северо-западу от города Советская Гавань (Советско-Гаванское нагорье — местность, состоящая в основном из больших холмов с очень пологими склонами и плосковершинных гор, с постепенным повышением рельефа от среза уровня моря (ок. 300 метров) до 800—900 метров, что значительно выше нижнего яруса облаков). Участки плато встречаются также и на главном водоразделе. Крупнейшее — Зевинское плато, на водоразделе верховьев Бикина и рек, впадающих в Татарский пролив. На юге и востоке Сихотэ-Алинь представляет собой крутосклонные среднегорные хребты, на западе многочисленные продольные долины и котловины, на высотах более 900 м — гольцы.
В целом Сихотэ-Алинь имеет асимметричный поперечный профиль. Западный макросклон более пологий, чем восточный. Соответственно, реки, текущие на запад, более длинные.
На территории Сихотэ-Алиня районы с высокой степенью лавинной опасности отсутствуют. Большую часть занимают районы с низкой степенью лавинной опасности. Лишь верховья рек Бикин, Хор, Анюй, Коппи и Самарги относятся к районам со средней лавинной опасности.
Горная система Сихотэ-Алинь сейсмоопасная.

## Районирование
В поперечном разрезе толщи горного массива Сихотэ-Алиня выделяются до восьми хребтов разной направленности.
Западный участок представляют три меридиональных хребта (Синий, Восточный Синий и Холодный).
Южная часть Сихотэ-Алиня (в Приморье) к югу от гор Пржевальского представлена в значительной мере лесистыми горными вершинами округлой или просто правильной формы. Здесь особо выделяется Шкотовское плато.
Северный Сихотэ-Алинь существенно отличается по ландшафту и представляет собой сильно пересечённый горный рельеф с таёжной растительностью, нагромождения скал и глубокие распадки, в которых текут реки или ручьи.

## Флора и фауна

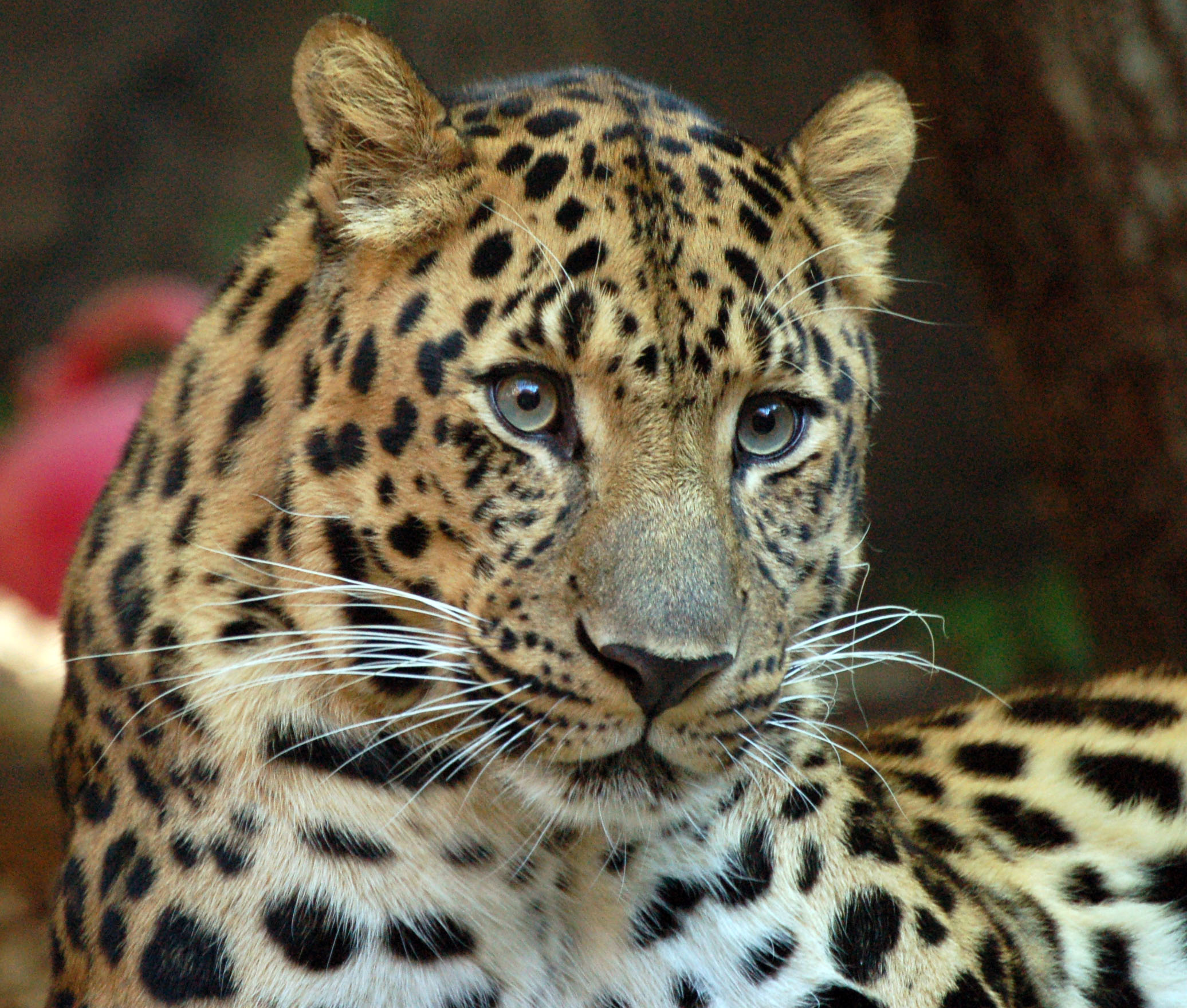
Дальневосточный леопард.

Растительность Сихотэ-Алиня разнообразна: южная и центральная часть этой горной страны до высот около 500 м покрыта хвойно-широколиственными лесами с преобладанием маньчжурских видов растительности, в северной части — хвойные леса из ели аянской и пихты белокорой. На больших высотах отмечается горная тундра. В низинах гор трава может достигать высоты 3,5 м, причём растёт сплошным ковром.
В предгорьях Сихотэ-Алиня обитает эндемик — дальневосточный леопард. Другие эндемики гор — хвойные микробиота и лиственница ольгинская.
В последние несколько десятилетий лесоведы отмечают усыхание пихтово-еловых лесов Сихотэ-Алиня (Манько, 2003). Называется несколько причин этого: поражение деревьев вирусными болезнями, изменение режима грунтовых вод. Тем не менее главной причиной этого явления следует рассматривать глобальное изменение климата. Болезни — это уже следствие ослабления деревьев, несоответствие их генетической программы изменившимся в результате глобального изменения климата условиям внешней среды. По мере выпадения ели аянской активизируются кедр корейский и некоторые широколиственные породы. Одним словом, в Сихотэ-Алине происходит климатогенная сукцессия растительности.

## Климат

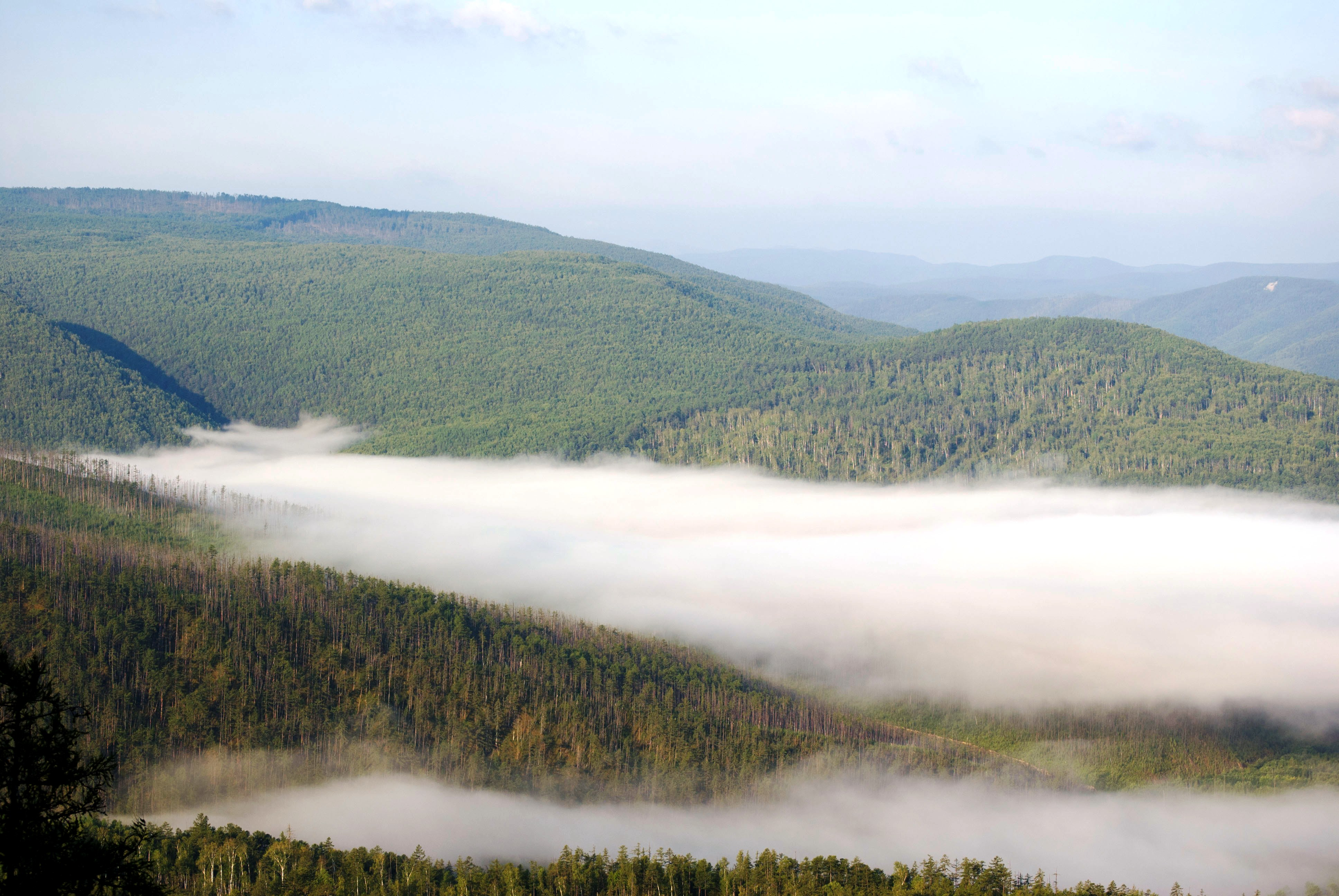
Туман в распадках

Климат на восточных склонах гор — достаточно мягкий и снежный, что определяется частыми вторжениями циклонов из Японского моря, а на западных склонах — более резкий континентальный и малоснежный. Средние суточные температуры января составляют −8°С на юго-востоке до −15…−22 °С в центральных и северных районах. 
Снег в южных районах лежит в пределах 4-5 месяцев, с декабря по апрель, а в северных — с начала октября и по конец мая включительно, то есть около восьми месяцев. Распределение выпадения осадков в течение зимы периода неравномерное — максимальные высоты снежного покрова наблюдаются в марте. В течение зимнего периода на всём восточном макросклоне (побережье) наблюдаются обильные снегопады, интенсивные метели и глубокие оттепели. Количество осадков за год велико (до 800—1000 мм), но большая их часть выпадает в весенне-летний период.
В целом, климат здесь достаточно тяжёл для человека — почти вся территория Сихотэ-Алиня, кроме южных районов Приморья, официально отнесена к районам с неблагоприятными климатическими условиями и приравнена к Крайнему Северу.
Продолжительность лавиноопасного периода — до 90 дней, с пиком лавинной деятельности в январе-марте в зависимости от характера выпадения осадков в течение холодного периода. Объёмы лавин невелики. На большей части лавиноопасной территории встречаются лавины объёмом менее 10 тыс. м³ и лишь некоторые из них в пригребневых участках центральной части Сихотэ-Алиня могут достигать 30—50 тыс. м³.

## Освоение региона человеком

Дорога Р-454, приблизительно около 100 километров от Ванино (по дороге)

В поймах рек Сихотэ-Алиня археологи обнаружили стоянки древнего человека эпохи неолита (V—III веков до н. э.). Селения располагались на террасах высотой 4-6 м. Эту древнюю культуру южной части Приморья специалисты назвали зайсановской. Было отмечено, что многие артефакты, обнаруженные учёными, сделаны из обсидиана: ножевидные пластины, проколки, скребки, двусторонне обработанные наконечники стрел, треугольные ножи со скошенным лезвием, шиферные ножи и наконечники.
При раскопках на одном из плато Сихотэ-Алиня археологи обнаружили остов громадного сооружения из камня. Планировка строения свидетельствует о принадлежности объекта к бохайскому периоду (VI—IX века). Характер находок позволяет сделать вывод о том, что это дворец Бохайского царства, существовавшего на территории Маньчжурии, Приморского края и северной части Корейского полуострова более 1000 лет назад. В горах Сихотэ-Алиня уже находили остатки строений этой древней культуры: сигнальной башни, замка и нескольких укреплений, которым приписывают не только защитные, но и религиозные функции.

Как и все горные территории, Сихотэ-Алинь начинал осваиваться человеком по долинам крупных рек, прежде всего по Амуру и Уссури; по плодородным равнинам низовий рек средней величины, таким как, Анюй, Хор, Бикин, Уссурка (Иман). Первые центры цивилизации возникали также вблизи удобных морских гаваней в приустьевых частях рек морского бассейна. Активное наступление цивилизации на верховья рек в этом регионе началось с появлением первых рудников в середине XX века. После распада СССР началась массовая, неконтролируемая браконьерская вырубка лесов глубинного Сухотэ-Алиня. За относительно короткий период активной вырубки леса экологическое равновесие в регионе основательно пошатнулось.  

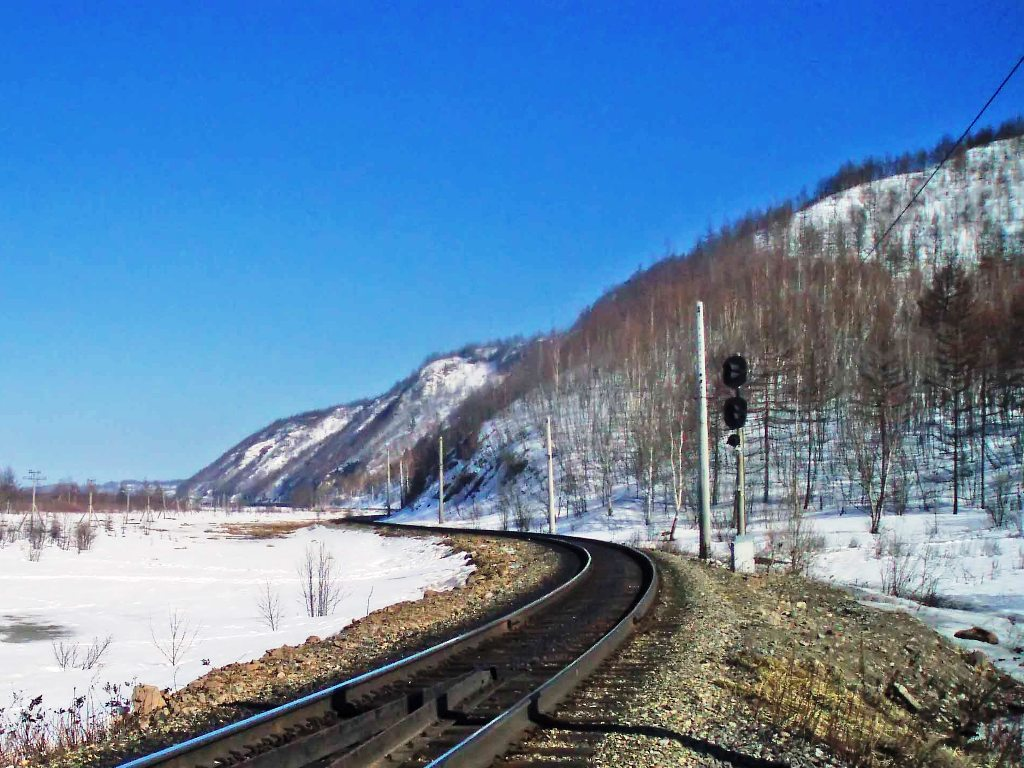
Железная дорога от Комсомольска до Совгавани. Впереди около 10 км до побережья Татарского пролива (по прямой)

Также лесные массивы Сихотэ-Алиня страдают от многочисленных ежегодных пожаров — порою выгорают огромные площади тайги и для сопок на многие десятки километров типичен еловый и лиственничный сухостой, который постепенно зарастает лиственными породами деревьев (вторичным лесом).  
Крупнейший по площади лесной пожар произошёл в октябре 1976 года в Хабаровском крае. Масштабы бедствия были настолько велики, что в Москве экстренно была создана правительственная комиссия под председательством А. Н. Косыгина, в Хабаровске работал чрезвычайный штаб при краевом исполнительном комитете. В разных местах огонь охватил десятки таёжных поселков, ряд предприятий лесной и деревообрабатывающей промышленности, рвались склады боеприпасов. Массовое горение тайги вызвало шквальный ветер до 40 м/с, который валил вековые деревья и срывал с многоэтажных домов крыши. Огненная стихия продолжалась 14 дней, выгорело по самым приблизительным оценкам около 400 млн кубометров древесины. Также в разной степени пострадали населённые пункты Хабаровского края, были человеческие жертвы. Последствия этого пожара прекрасно видны до сих пор, по прошествии 40 лет. 
Горные районы Сихотэ-Алиня остаются почти не заселёнными человеком. Большинство городов и крупных посёлков расположены в предгорьях в Южном Приморье, как наиболее благоприятной для жизни местности — по долинам рек Уссури и Амура и вдоль побережья Японского моря. В центральной и северной части небольшие населённые пункты имеются вдоль единственной проложенной здесь железной дороги.
В 1943—1945 гг. через Сихотэ-Алинь была проложена однопутная железная дорога от Комсомольска-на-Амуре до порта Ванино и г. Советская Гавань протяжённостью 445 км. На Кузнецовском перевале был пробит железнодорожный тоннель общей протяжённостью 413 метров. В 2011 году, для увеличения пропускной способности железной дороги был пробит новый тоннель длиной 3890 м. В настоящее время продолжается активная реконструкция железнодорожных путей.
К осени 2017 года через Сихотэ-Алинь был проложен участок автодороги (старый номер — Р454) от порта Ванино до с. Лидога, с выходом на дорогу от Хабаровска до Комсомольска-на-Амуре, общей протяжённостью участка 319 км. Покрытие дороги — асфальт. Дорога пересекает горы по 49 параллели.

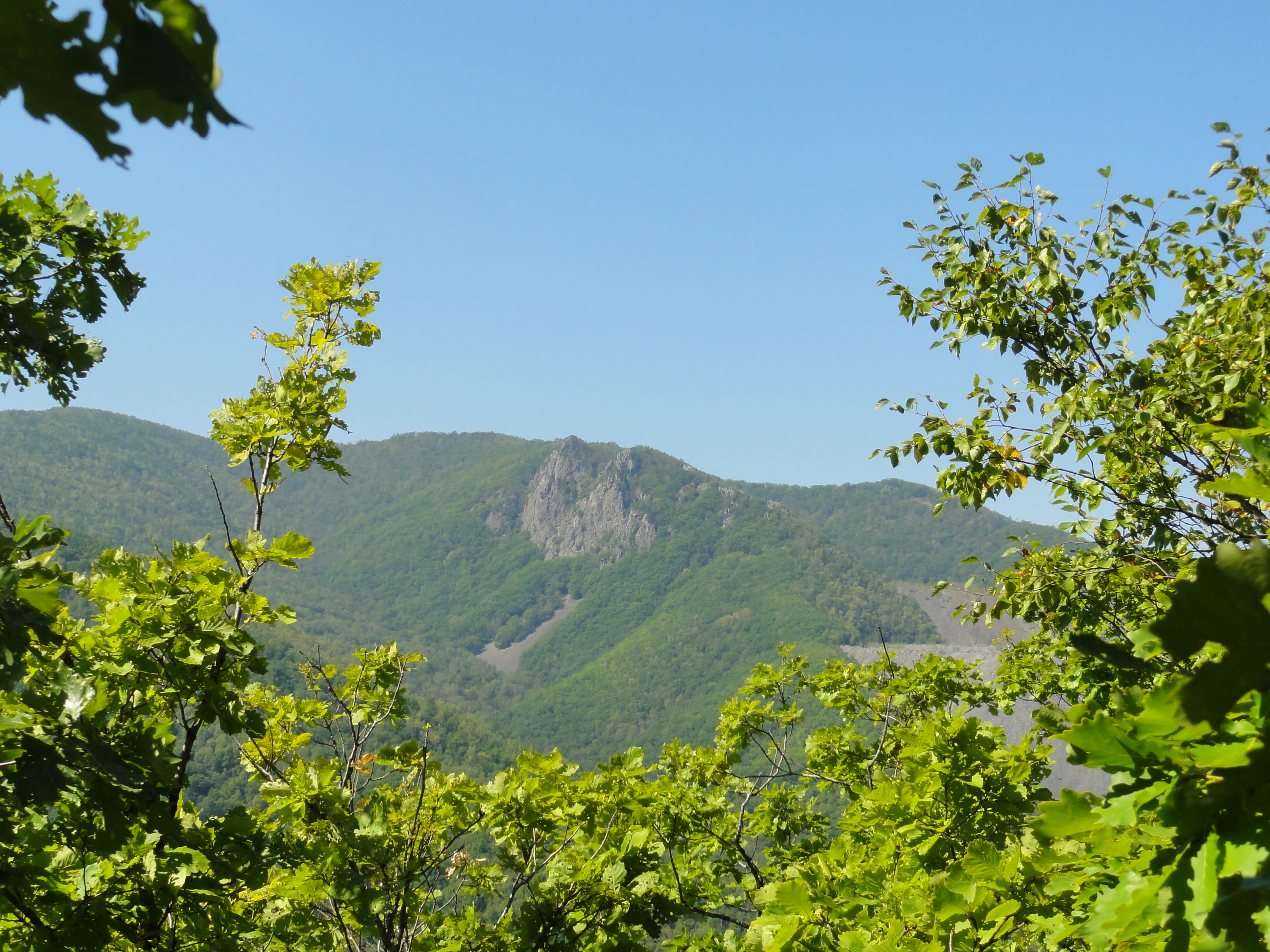
Типичный пейзаж Сихотэ-Алиня в Приморском крае — дубняки на интенсивно расчленённом низкогорье
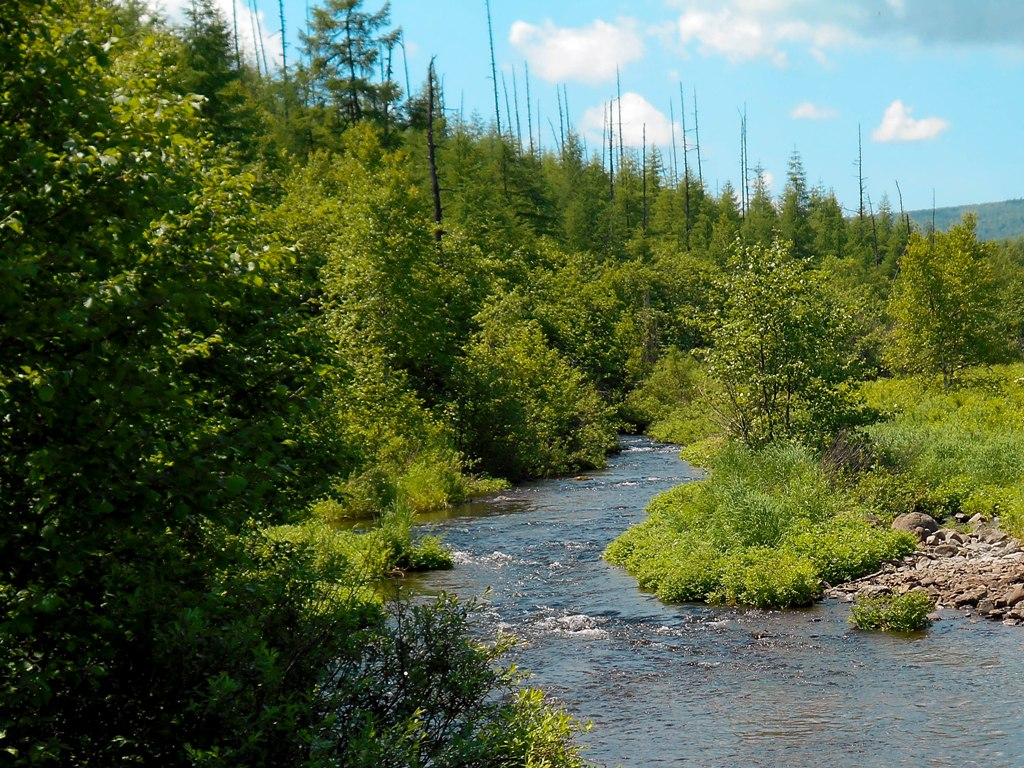
Типичный пейзаж для сопок Сихотэ-Алиня в Хабаровском крае — сухостой ели и лиственницы зарастает вторичным лесом
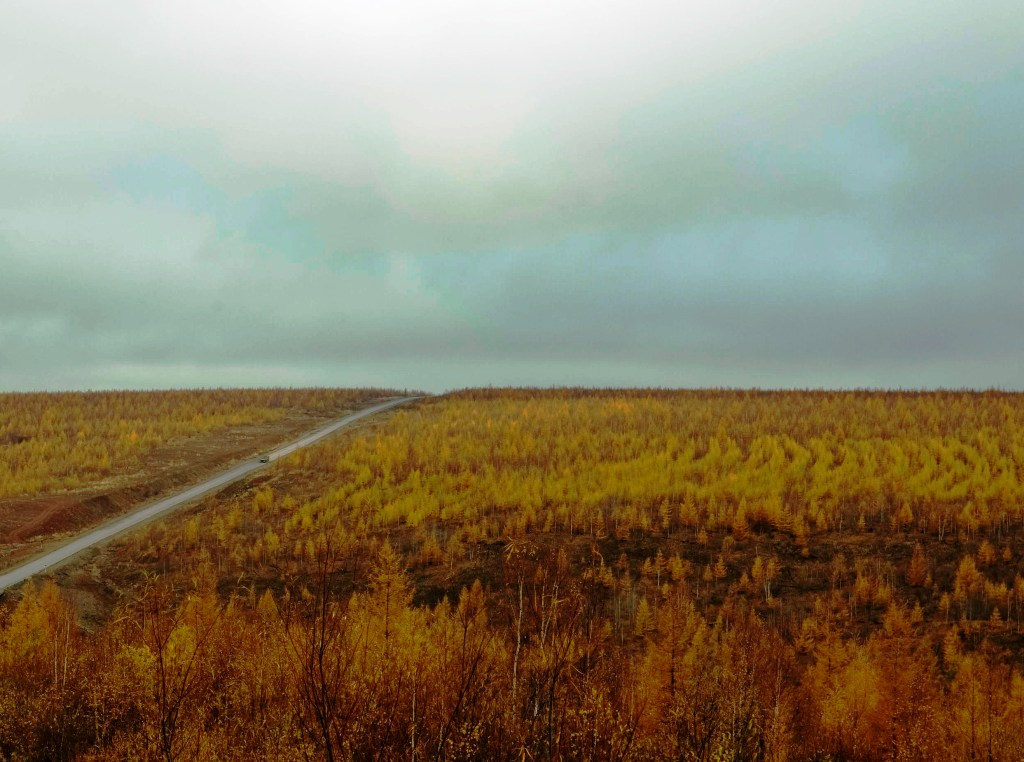
Лесопосадка на Совгаванском нагорье (вдоль дороги Р-454). Лиственница растёт ровными рядами
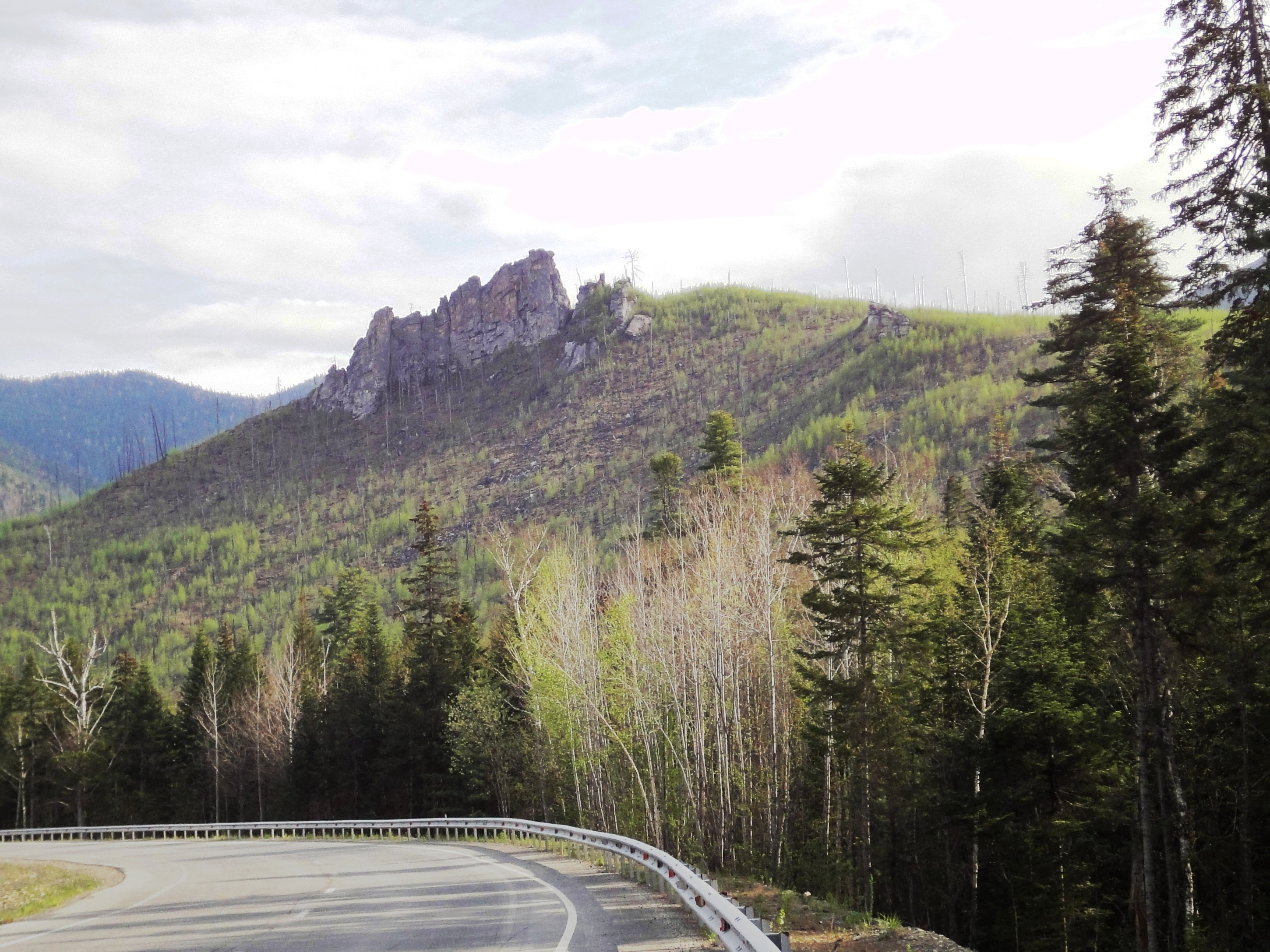
Скалы Надге на берегу реки Анюй — интрузивные останцы в виде бастиона. Высота обнажений около 25 м. Склон сопки в начале XXI века полностью выгорел

## Исследования
В 1900-х и 1920-х гг. Сихотэ-Алинь был объектом нескольких экспедиций В. К. Арсеньева: в 1906 году, в 1907 году, в 1908—1910 годах, а также в 1927 году. До Арсеньева горная область Сихотэ-Алинь считалась «белым пятном» на географической карте. В. К. Арсеньев отметил уникальность, разнообразие и мозаичность горных лесов Сихотэ-Алиня, которые определил как «Великий лес».
В 1971 году Всероссийский институт виноградарства и виноделия организовал научную экспедицию «В тайгу за диким виноградом на Сихотэ-Алине» (15 сентября — 5 октября 1971 г.). Руководителем экспедиции был Г. И. Анохин.
В 2001 году Сихотэ-Алинский заповедник был включен в перечень Всемирного наследия ЮНЕСКО как природный объект, став тем самым четырнадцатым объектом со статусом Всемирного наследия в России. Впоследствии территория объекта была расширена за счёт включёния других охраняемых территорий.

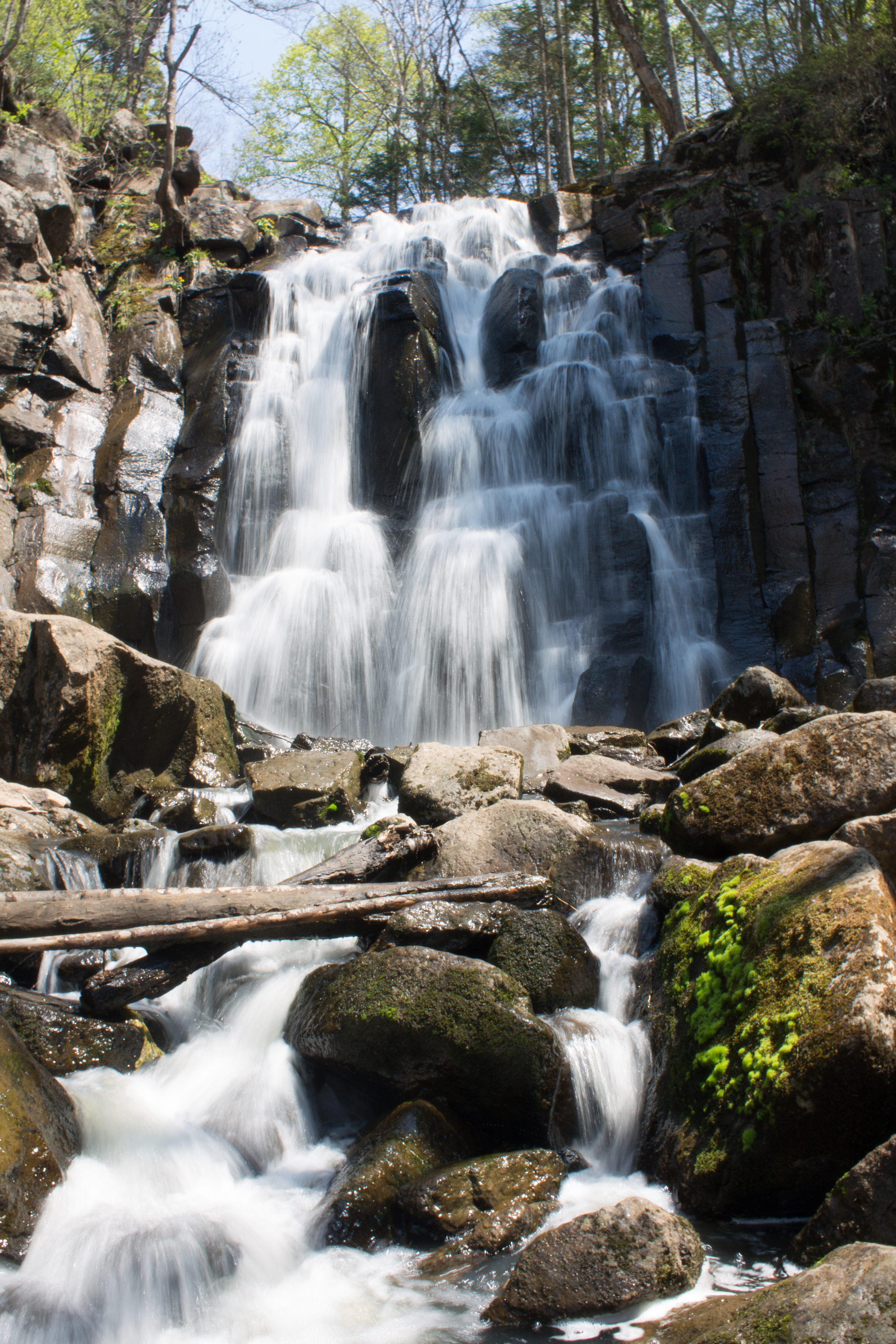
Водопад «Неожиданный»
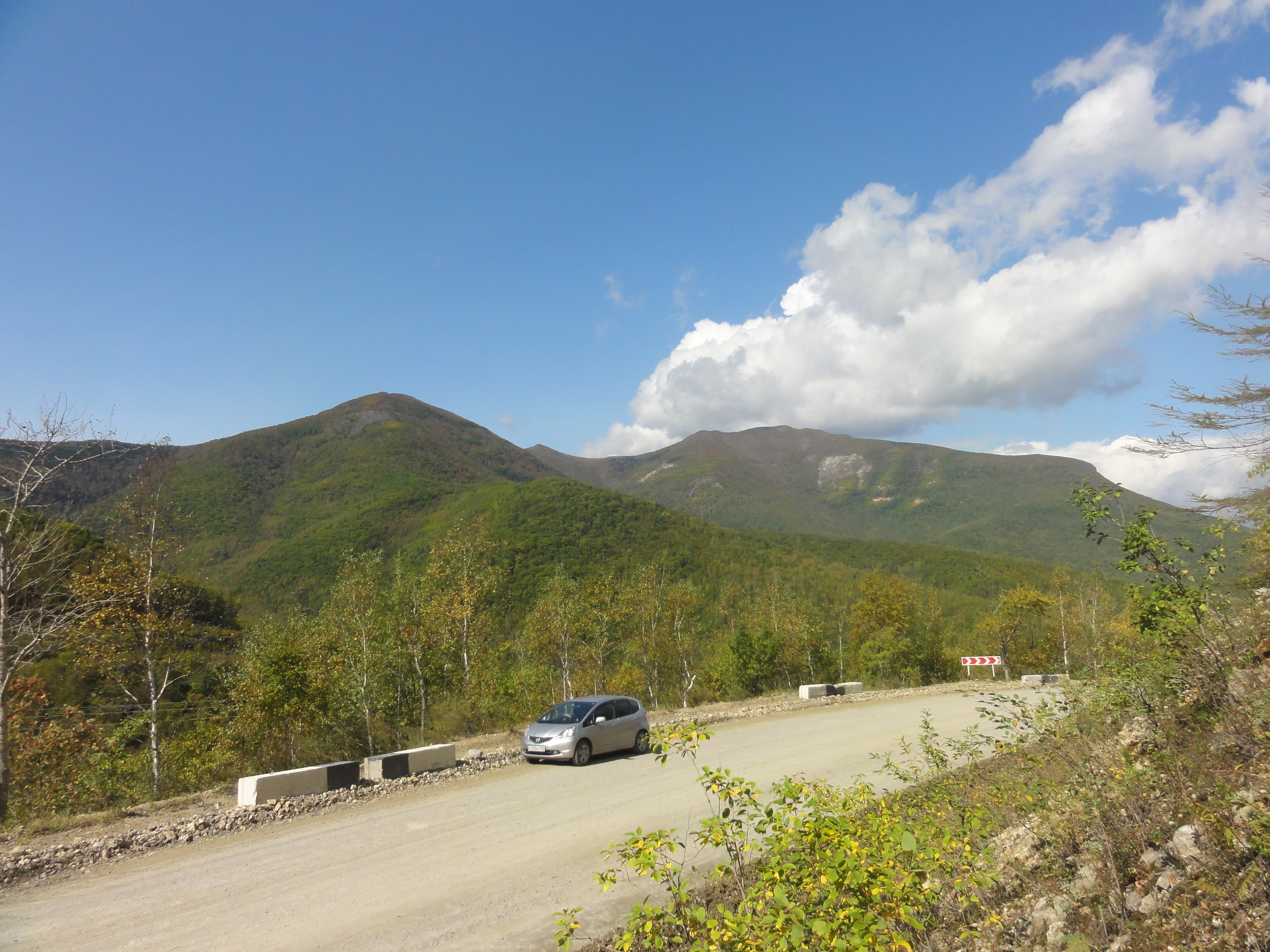
Якут-Гора с Высокогорского перевала
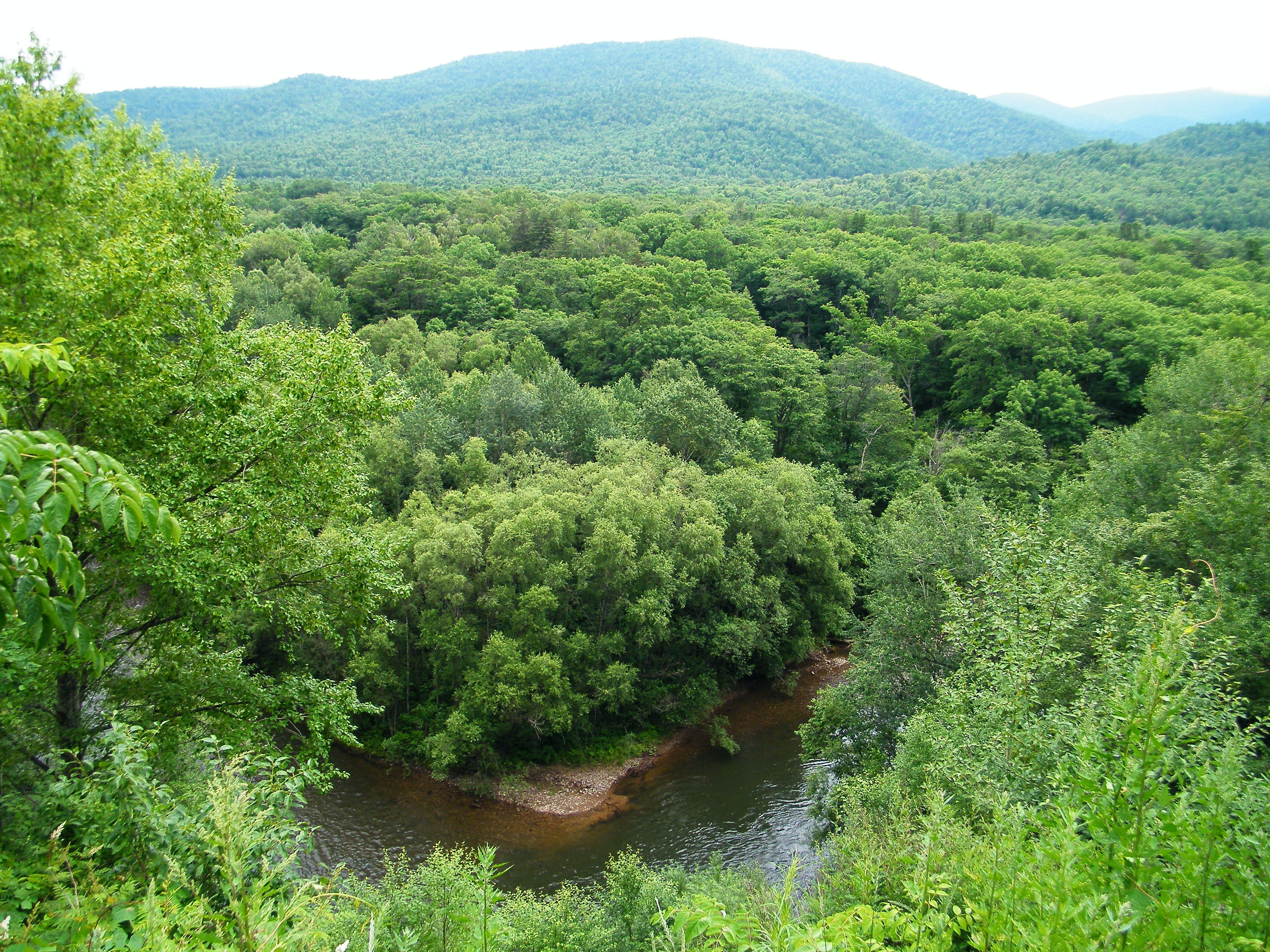
Река Павловка в Чугуевском районе
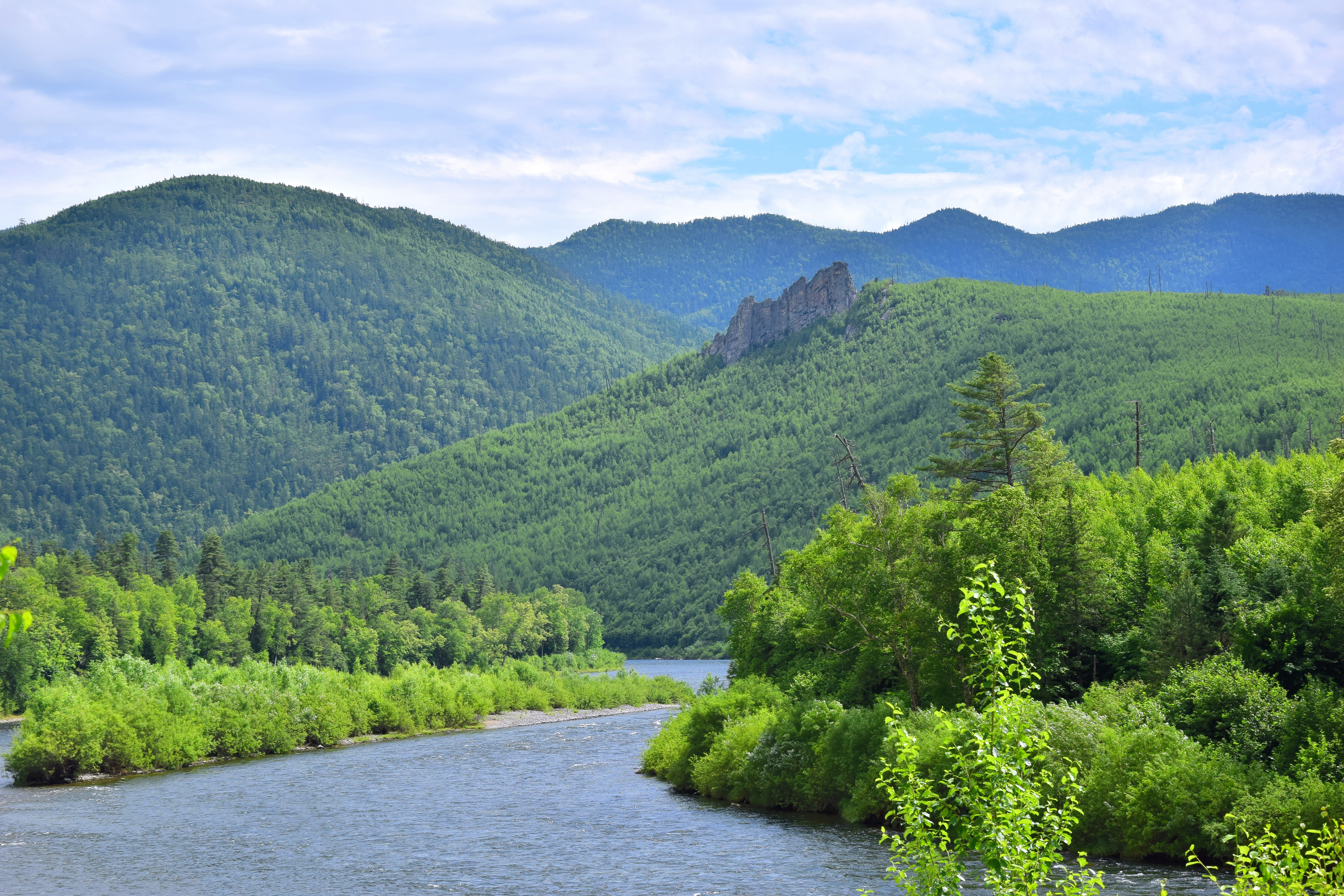
Река Анюй в Хабаровском крае
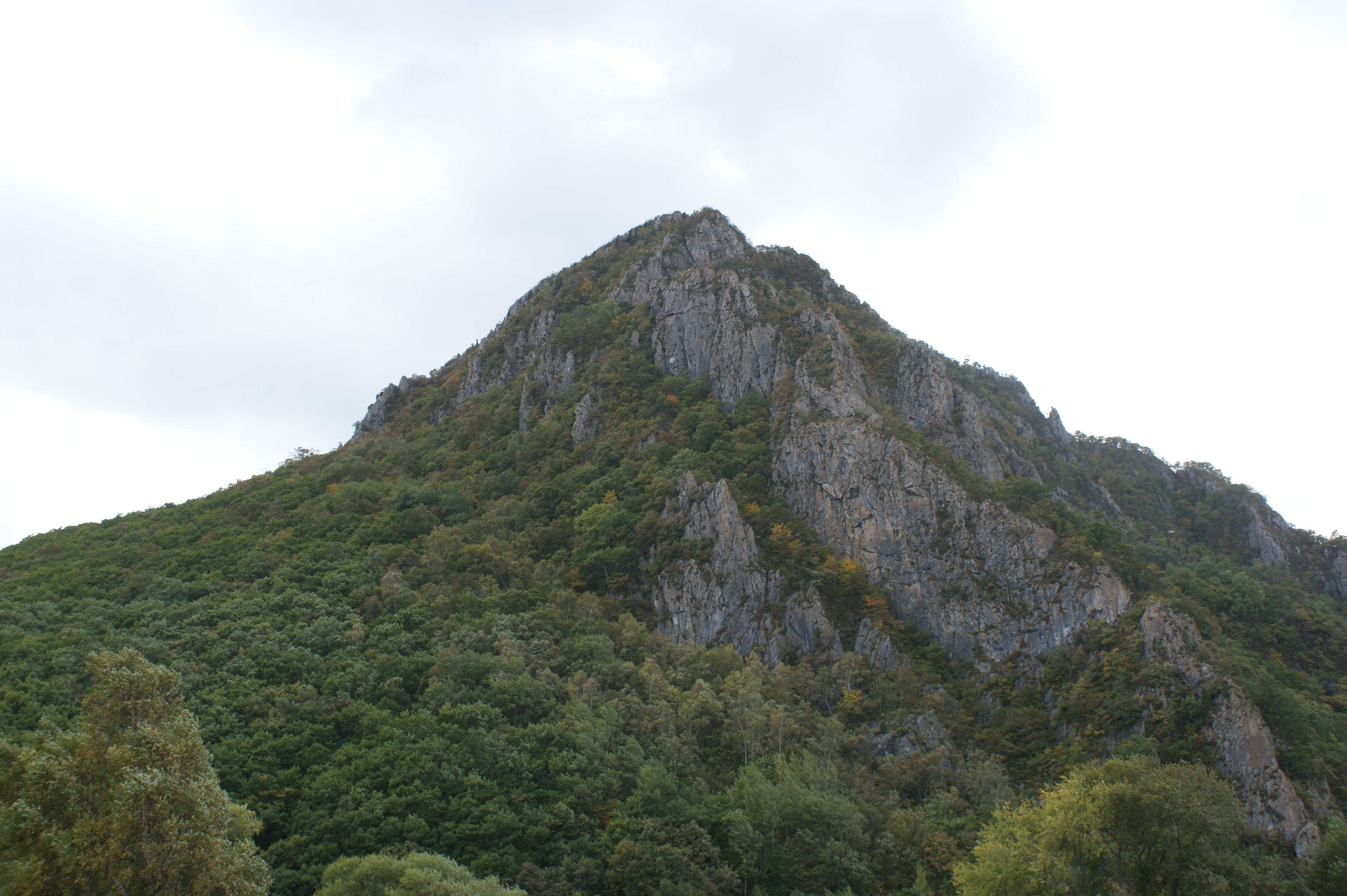
Сопка около г. Находки
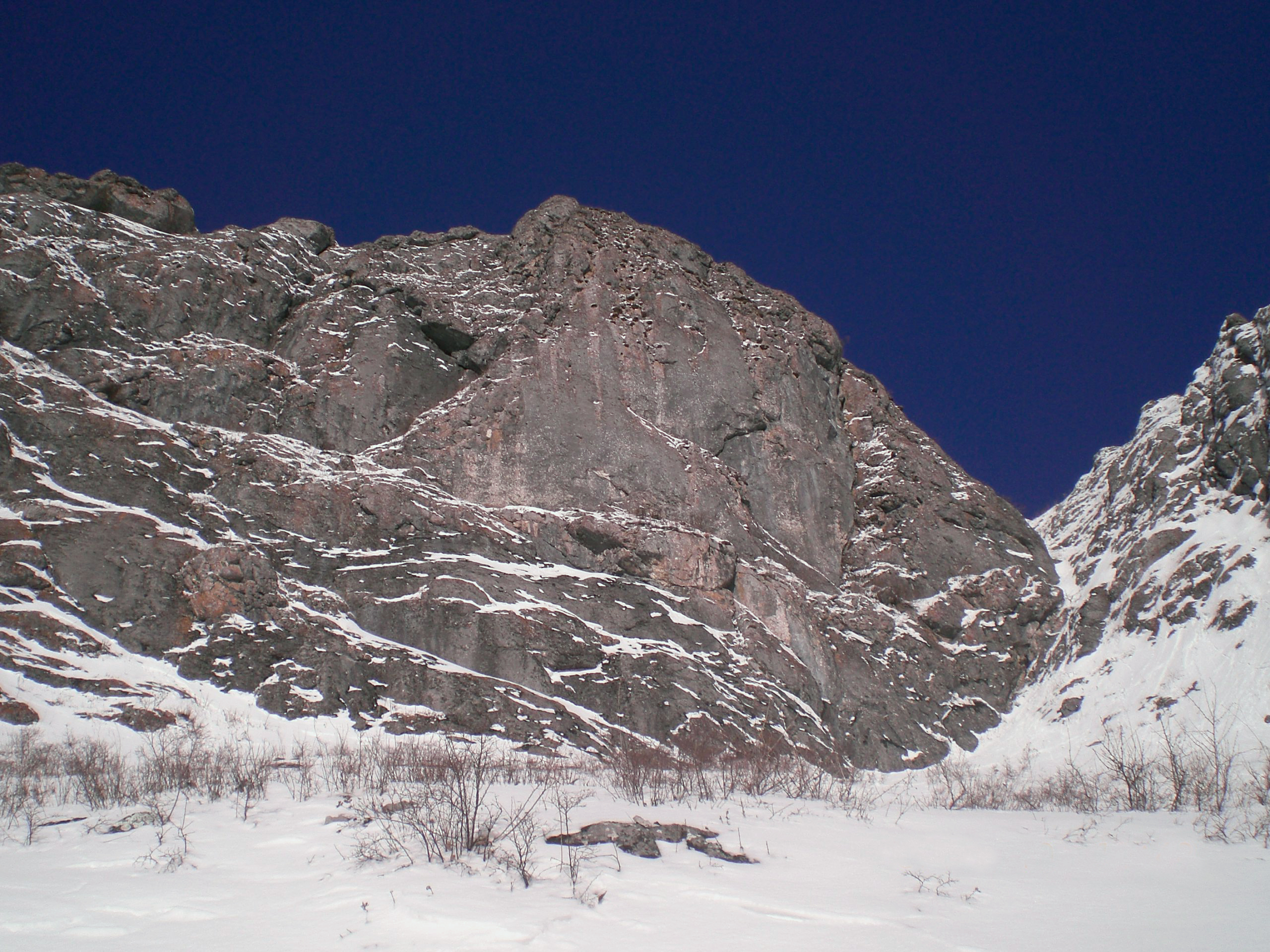
Гора Сахарная зимой
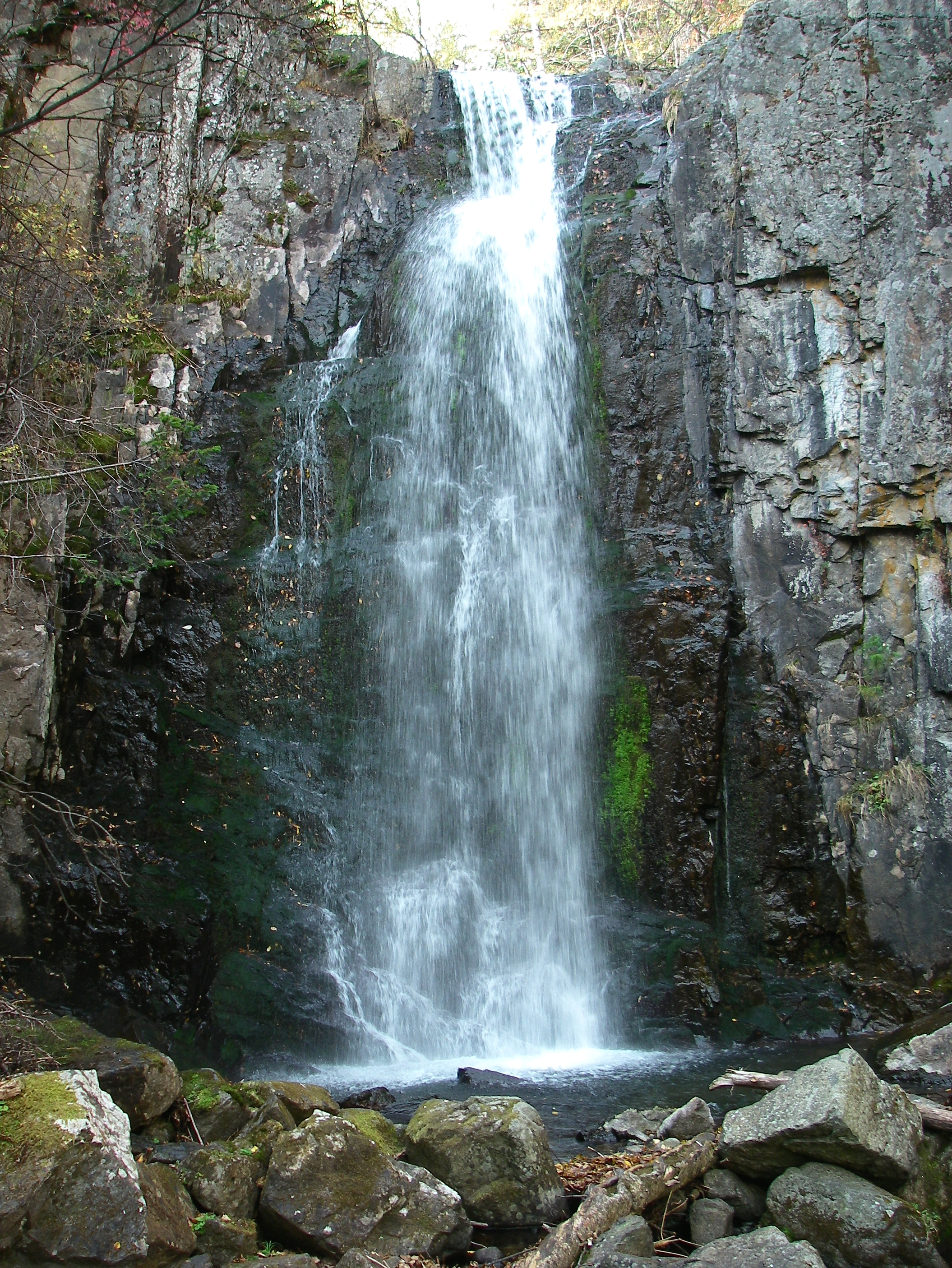
Водопад «Звезда Приморья»